# وطنية دستورية
الوطنية الدستورية (بالإنجليزية: Constitutional patriotism، بالألمانية: Verfassungspatriotismus) هي الفكرة التي تدعو الشعب لأن يشكل ارتباط سياسي بأعراف وقيم الدستور الديمقراطي الليبرالي التعددي بدلًا من الثقافة الوطنية أو المجتمع الكوسموبوليتي (المجتمع الكوني). ترتبط مع الهوية ما بعد القومية لأنه يُنظر إليها على أنها مفهوم مشابه للقومية، لكن كملحق يستند إلى قيم الدستور وليس إلى ثقافة وطنية. من حيث الجوهر، تُعتبر محاولة لإعادة تصوير هوية الجماعة مع التركيز على تفسير المواطنة باعتبارها ولاءً يتجاوز هوية الأفراد الإثنيّة-الثقافية. يرى المنظرون أن هذا الأمر قابل للدفاع عنه أكثر من أشكال الالتزام المشترك في دولة حديثة متنوعة ذات لغات متعددة وهويات جمعية. تنطوي الوطنية الدستورية على أهمية خاصة في الدول الديمقراطية ما بعد القومية التي تتعايش فيها جماعات ثقافية وإثنية متعددة. كان لها تأثير في تطور الاتحاد الأوروبي وكانت مفتاح للأوروبيّة (بالإنجليزية: Europeanism) كأساس للعديد من الدول التي تنتمي إلى اتحاد فوق وطني.

## الأصول النظرية
فُسِّرت الوطنية الدستورية بطرق شتّى مقدمةً مجموعة من المواقف. من جهة، ثمّة رؤية بأن هذا المفهوم هو وسيلة جديدة لتحديد الهوية للكيان فوق الوطني؛ بينما من جهة أخرى، هناك تركيز على فهم الارتباط من حيث تفضيل الحرية على الأصل الإثنيّ. ثمّة خلاف كبير حول ما إذا كان من المفترض أن تكون الوطنية الدستورية بديلًا عن الجنسية أو الهوية التقليدية؛ أو كحالة توازن بين الاثنين، سامحةً بـ «حساب عابر للهوية يتسق مع التنوع والتهجين والتعددية في عالمنا الحديث». وهناك أيضًا آراء متعددة حول ما إذا كانت هوية الجماعة السابقة ضرورية قبل تحقيق هوية أخلاقية وسياسية.
إن مفهوم الوطنية الدستورية ينبع من ألمانيا الغربية في مرحلة ما بعد الحرب العالمية الثانية: «(نصف أمة) مع شعور بتعرض الجنسية للخطر الشديد بسبب ماضيها النازي». في هذه الحالة، كانت الوطنية الدستورية وسيلة وقائية تركز على الدولة للتعامل مع ذكرى الهولوكوست والنزعة القتالية التشددية للرايخ الثالث. يمكن تتبع هذا المفهوم إلى الفيلسوف الليبرالي كارل ياسبرز الذي دعا إلى فكرة التعامل مع الذنب السياسي الألماني بعد الحرب «بالمسؤولية الجمعية». وقدّم طالبه دولف شتيرنبرغر المفهوم بشكل علنيّ في ذكرى ميلاد الجمهورية الاتحاديّة الثلاثين (1979). ومع ذلك، فإن المفهوم يرتبط ارتباطًا وثيقًا بالفيلسوف الألماني يورغن هابرماس.

### شتيرنبرغر
كان شتيرنبرغر يرى أن الوطنية الدستورية وسيلة وقائية لضمان الاستقرار السياسي في سبيل الحفاظ على السلام في ألمانيا في أعقاب الحرب العالمية الثانية. وقد صاغ المفهوم كطريقة للمواطنين للتعرف على الدولة الديمقراطية كي يتسنى لها الدفاع عن نفسها ضد التهديدات الداخلية والخارجية. وهكذا، مع التركيز على الدفاع وحماية الدولة، ربط شتيرنبرغر الوطنية الدستورية بمفهوم الديمقراطية المحصنة (بالألمانية: Streitbare Demokratie). ارتكز على المدرسة الأرسطية، وقال إن الوطنية لم تكن مرتبطة تقليديًا بالمشاعر تجاه الأمة. إن الوطنية الدستورية تطور لمفهوم شتيرنبرغر السابق لـ شتاتسفرويندشافت (الصداقة تجاه الدولة) (بالألمانية: Staatsfreundschaft).

### هابرماس

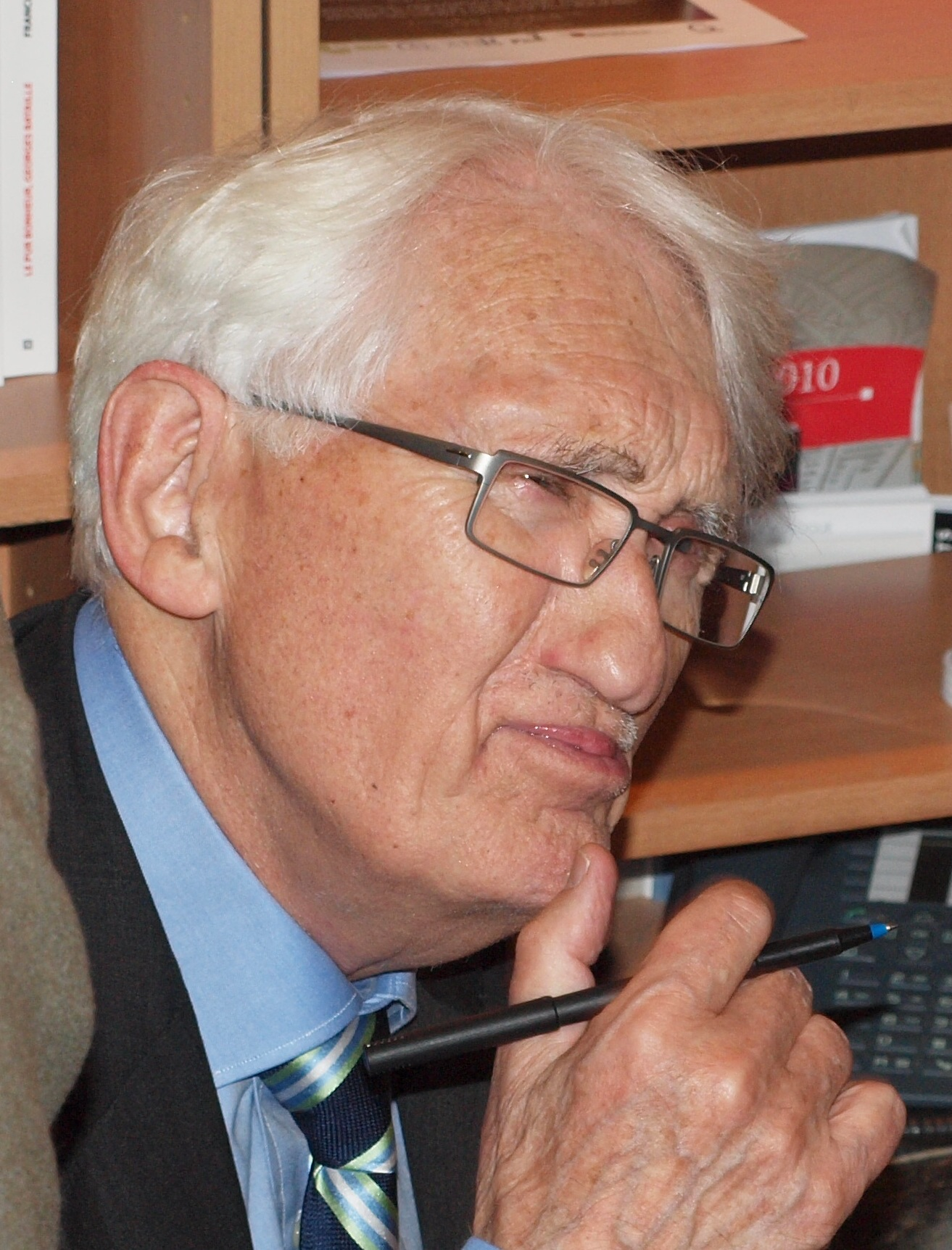
يورغن هابرماس

لعب هابرماس دورًا رئيسيًا في تطوير فكرة الوطنية الدستورية وتوظيفها في السياق الصحيح وتصديرها إلى البلدان الناطقة بالإنجليزية. كما شتيرنبرغر، رأى هابرماس الوطنية الدستورية على أنها تعزيز واعٍ للمبادئ السياسية، ومع ذلك «فحيث ركزت وطنية شتيرنبرغر على المؤسسات الديمقراطية التي تستحق الدفاع عنها، ركز هابرماس على الحيّز العام باعتباره يوفر مجالًا للمنطق العام بين المواطنين».
وفّرت ألمانيا الغربية ما بعد الحرب السياق لنظريات هابرماس. خلال نزاع المؤرخين (بالألمانية: Historikerstreit) في أواخر الثمانينات، كافح هابرماس ضد تطبيع «الأحداث التاريخية الاستثنائية» (صعود النازية وأحداث الهولوكوست). كانت الوطنية الدستورية اقتراح هابرماس كوسيلة لتوحيد الألمان الغربيين. وبينما كان قلقًا إزاء تشكيل الهوية الألمانية من خلال محاولات العودة إلى الفخر الوطني التقليدي، طالب الألمان «بالابتعاد عن مفهوم الدول القومية المتجانسة إثنيًا». وبالتالي أصبحت الوطنية الدستورية «نظير داخلي لارتباط الجمهورية الاتحاديّة بالغرب؛ ولم يكن ذلك مجرد تقدّم في ما يتعلق بالقومية الألمانية التقليدية، ولكن أيضًا خطوة نحو التغلب عليها». بالنسبة لهابرماس، كانت الهوية الألمانية ما بعد القومية تعتمد على فهم ماضيها والتغلب عليه مخضعةً الأعراف للانتقاد. هذه الذاكرة التاريخية كانت ضرورية للوطنية الدستورية.
يعتقد هابرماس أن الهوية الجمعية القومية لم تعد ممكنة في عالم معولم حديث، وأن التماسك الإثنيّ المُزدرى كجزء من قومية القرن التاسع عشر عديم الأهمية في عصر جديد من الهجرة الدولية. لذلك كانت نظريته متأصلة في فكرة أن «الوحدة الرمزية للشخص التي يتم إنتاجها وصونها عن طريق تحديد الهوية الذاتية تعتمد .... على الانتماء إلى الواقع الرمزي لجماعة ما، وعلى إمكانية تحديد مكان الذات في عالم هذه الجماعة. بالتالي، فإن الهوية الجمعية التي تتجاوز تاريخ حياة الأفراد هي شرط مسبق لهوية الفرد». وفي عالم متحرر من الأوهام، لم تعد الهويات الفردية والجمعية تتشكل من خلال استيعاب القيم القومية ولكن من خلال الإدراك من موقف محايد «ما يريدونه وما يتوقعه الآخرون منهم في ضوء الشواغل الأخلاقية».
ناقش بأن الدولة القومية الأوربية كانت ناجحة لأنها «أتاحت وضع أسلوب جديد للشرعية يقوم على شكل جديد أكثر تجريدًا من التكامل الاجتماعي». اعتقد هابرماس أن تعقيدات المجتمعات الحديثة لابد أن تعتمد على «الإجماع على الإجراءات اللازمة لسن القوانين وممارسة السلطة المشروعة» بدلًا من الإجماع على قيم العدالة.

## المناقشة الحالية
ما زالت الوطنية الدستورية موضوعًا جدليًا على نطاق واسع، والذي يتوسع فيه العديد من المنظرين ويتناقشون فيه. يسير جان فيرنر مولر على خُطى هابرماس، ولكنه يعمل على توسيع نطاق الوطنية الدستورية كي تصبح إطار عمل قابل للتطبيق عالميًا. يقدم كالهون إطار عمل منافس لمولر، والذي يؤكد على ارتباطه بالأيدولوجية الكوسموبوليتية. ويناقش فوسوم الاختلافات بين مفهومي الوطنية الدستورية الناشئيَن.

### مولر

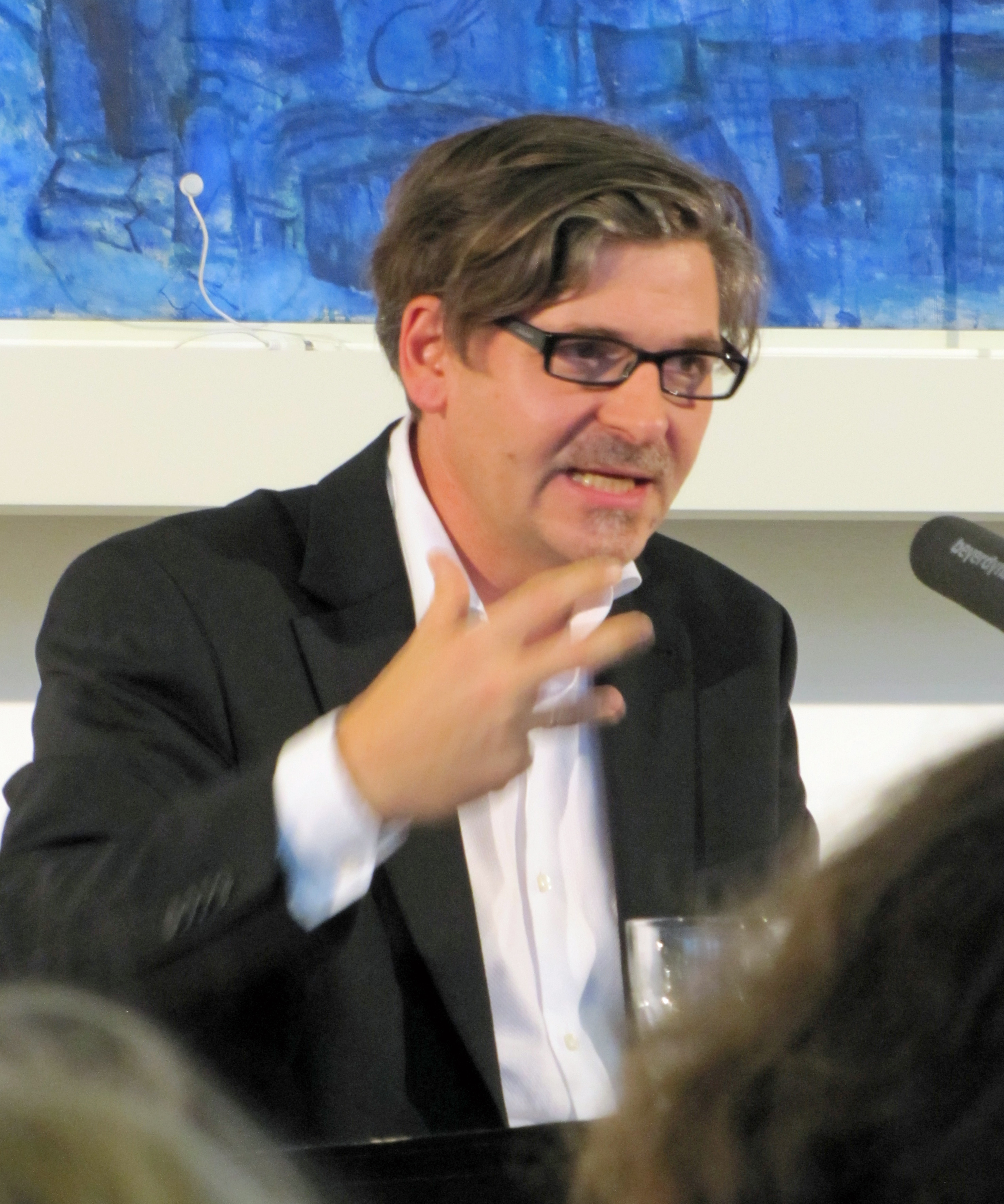
جان فيرنر مولر

جان فيرنر مولر هو أحد المنظرين البارزين في الوطنية الدستورية، إذ كتب أكثر من 10 منشورات بلغتين عن هذا الموضوع. وبالاستناد إلى كتابات أسلافه، ينادي مولر بالوطنية الدستورية كخيار لتوحيد الوطن، خاصة في الديمقراطيات الليبرالية المتنوعة. تتركز أفكاره حول الارتباط السياسي والشرعية الديمقراطية والمواطنة في سياق يرفض القومية، ويتناول الدول المتعددة الثقافات، مثل الاتحاد الأوروبي. يقدم بعض من التحليلات الشاملة الوحيدة حول نظريات شتيرنبرغر وهابرماس الأصلية، وطور أيضًا وحسّن إمكانية الوصول إلى الفكرة في العالم الناطق باللغة الإنجليزية. وهو معروف «بتحرير الفكرة من المفهوم الخاص لهابرماس وفتح مناقشة أكثر عمومية حول الوطنية الدستورية»، كي يتسنى تطبيقها عالميًا. يقدم مولر بعضًا من الردود الحديثة والموسعة الوحيدة على الانتقادات الموجهة ضد الوطنية الدستورية. تضع أفكار مولر الوطنية الدستورية في سياق أوسع، موسعًا من إمكاناتها في أماكن خارج ألمانيا والاتحاد الأوروبي.
يطرح مولر حججه لصالح الوطنية الدستورية في فكرة مفادها أن النظرية السياسية لابد أن تزود المواطنين بالأدوات اللازمة لإعادة النظر في القواسم المشتركة، أو توحيد السمات. وهو يناقش أنه على الرغم من أن الوطنية الدستورية مستقلة عن القومية الليبرالية والكوسموبوليتية، إلا أن أفضل السمات الأخلاقية لهذه النظريات يمكن دمجها لتشكيل أسلوب معقول وجذاب من الولاء السياسي. ولكن حين تفشل القومية الليبرالية والكوسموبوليتية في تحقيق مبتغاها، فإن الوطنية الدستورية «تنظِّر الرابطة المدنية على نحو أكثر قبولًا على المستوى الاجتماعي مؤديةً إلى نتائج سياسية أكثر ليبرالية». وعلى نحو مماثل، كانت هذه النظرية «موجهة نحو الاستقرار والتمكين المدني».

### كالهون
يرى كرايغ كالهون الوطنية الدستورية باعتبارها ترسيخ لكوسموبوليتية أكثر عمومية. ويلاحظ أن الديمقراطية تضم جوانب غير الثقافة السياسية ويشير إلى أن الديمقراطية لها عوامل خارجية أكثر من غيرها. ويقرّ هابرماس بهذا ويطرح أسئلة حول ما إذا كان «ثمّة معادلة وظيفية للاندماج بين أمة المواطنين والأمة الإثنية». ومع ذلك، يجادل كالهون أن هابرماس يفترض خطًأ قابلية المبادلة بين القومية الإثنية والقومية. ويقول كالهون إن الوطنية الدستورية مشروع مشترك بين جميع المواطنين، وهي مشروع مقولب بالحوار والثقافة العامة للدولة. وبالتالي، فهو يقترح تنقيحًا لنظرية الوطنية الدستورية مشيرًا إلى أن «فكرة الدستور كإطار قانوني يجب أن تُستكمل بمفهوم الدستور كخلق علاقات اجتماعية ملموسة: من روابط الالتزام المتبادل التي صيغت في العمل المشترك للمؤسسات، ومن الوسائط المشتركة للعمل الملموس».